# Wat Phra Chao Lan Thong
De Wat Phra Chao Lan Thong (Thai: วัดพระเจ้าล้านทอง) is een boeddhistische tempel in Chiang Saen in Thailand. De tempel is gebouwd in 1489 door prins Thong Ngua.
De Wat Phra Chao Lan Thong heeft twee belangrijke Boeddhabeelden, namelijk de Phra Chao Lan Thong en de Phra Chao Thong Thip. De Phra Chao Lan Thong weegt 1200 kilogram, is verguld en is twee meter breed en meer dan drie meter hoog. De Phra Chao Thong Thip is van brons en is gemaakt in de Sukhothai-stijl.